# Hot Wire (juego)

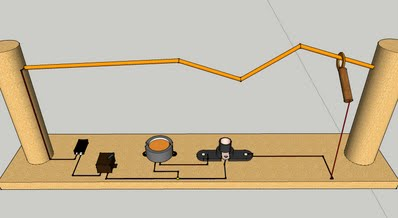
Representación del hilo caliente

Hot Wire es un juego de habilidad. El objetivo es guiar un ojal de alambre sobre un alambre doblado lo más rápido posible sin tocarlo con el ojal. El ojal y el cable están conectados a una fuente de voltaje y forman un circuito interrumpido. Si se toca el cable, el circuito se cierra y se oye un sonido y/o se enciende una luz, lo que significa que el juego está perdido.